# Hadjiyánnis Méxis
Hadjiyánnis Méxis (grec moderne : Χατζηγιάννης Μέξης), né sur Spetses en 1754 et mort sur cette même île le 23 août 1844, était un armateur et homme politique grec qui participa à la guerre d'indépendance grecque.
Sa famille était originaire de Labovë e Madhe, un village albanais orthodoxe,.
Il fut membre de la Filikí Etería. Armateur, il engagea quatre de ses navires dans les opérations navales durant la guerre d'indépendance grecque.
Il participa à l'Assemblée nationale d'Épidaure en 1822 puis à l'Assemblée nationale d'Astros en 1823.
Sous le règne d'Othon, il fut  membre du Sénat.

## Sources
1. ↑  « PREFACE AND ARRANGEMENT OF THE ENCYCLOPAEDIC DICTIONARY », dans Encyclopaedic Dictionary of Information Technology and Systems, DE GRUYTER SAUR (lire en ligne)
2. ↑  Fedhon Meksi, Labova dhe Madhe dhe Labovitët: gjurmime në vite, Migjeni, 2010 (ISBN 978-99956-718-9-1)

- (el) Parlement grec, Μητρώο Πληρεξουσίων, Γερουσαστών και Βουλευτών. 1822-1935, Athènes, Parlement grec,‎ 1986, 159 p. (lire en ligne) [PDF]